# Karen Russell

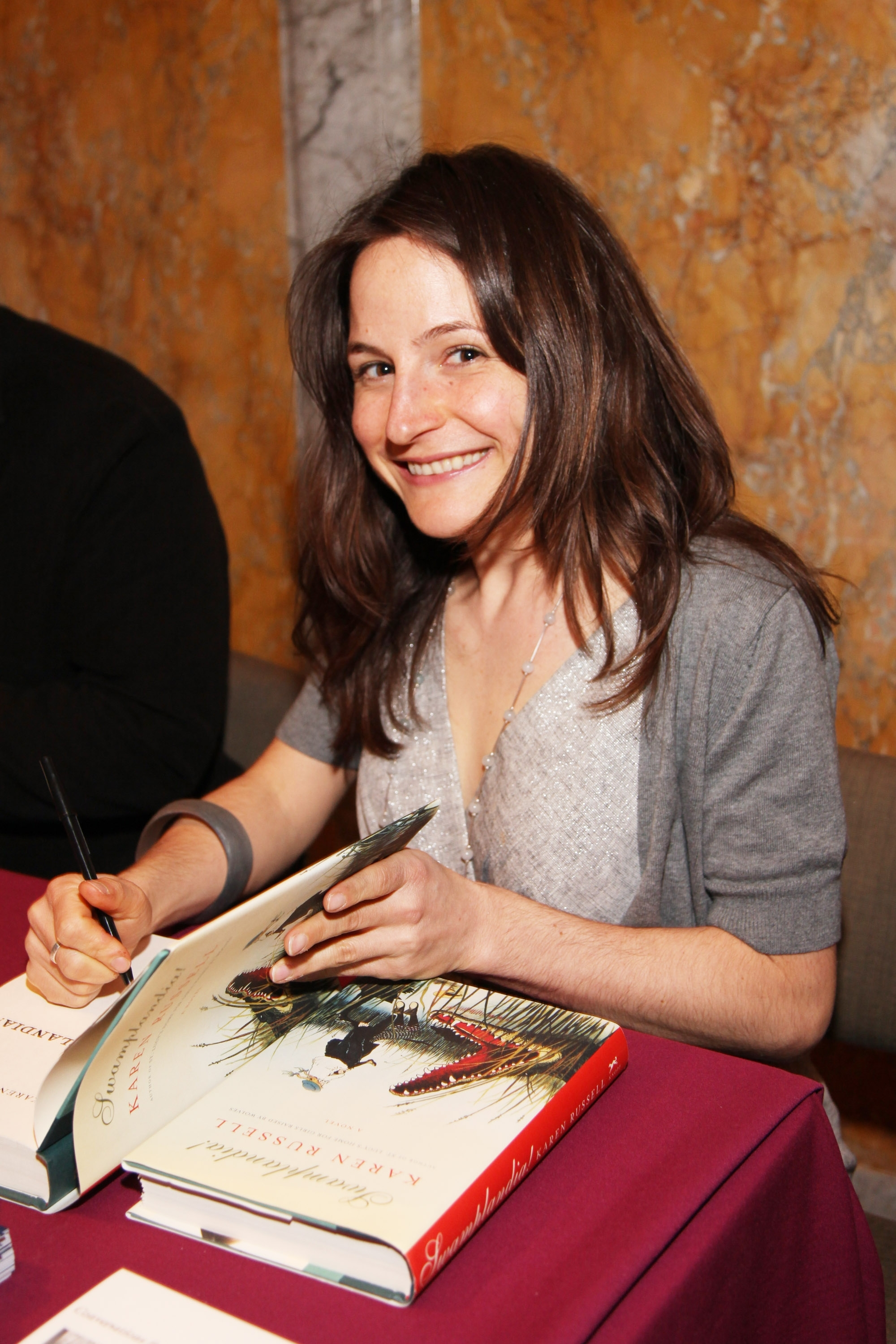
Karen Russell, 2011

Karen Russell (* 10. Juli 1981 in Miami, Florida) ist eine US-amerikanische Schriftstellerin.

## Leben
Karen Russell absolvierte die Senior High School in Coral Gables, Florida. Sie studierte Spanisch an der Northwestern University in Evanston, Illinois, und Belletristik an der Columbia University in New York. Am Bryn Mawr College in Pennsylvania ist sie Professorin für Kreatives Schreiben. Im Frühjahr 2012 war sie Mary Ellen von der Heyden Fiction Fellow an der American Academy in Berlin.
Ihr Bruder Kent Russell ist ebenfalls Schriftsteller.

## Werk
Ihre Erzählungen und Essays erschienen unter anderem in den Literaturzeitschriften Conjunctions, Five Fingers Review, Granta, The New Yorker, Oxford American, Tin House und Zoetrope: All-Story. Ihre erste Buchveröffentlichung, die 2007 unter dem Titel St. Lucy’s Home for Girls Raised by Wolves erschien, enthält zehn Kurzgeschichten. Ihre zweite Kurzgeschichtensammlung Vampires in the Lemon Grove erschien 2013 und enthält acht weitere Kurzgeschichten. Ihre Kurzgeschichte The Hox River Window (Erstveröffentlichung 2011 in Zeotrope: All Story; in Vampires in the Lemon Grove enthalten unter dem Titel Proving Up) erhielt 2012 den National Magazine Award in der Kategorie Fiction. Die Erzählung Ava Wrestles the Alligator erweiterte sie zu ihrem ersten Roman, Swamplandia!
Swamplandia! handelt von dem Auseinanderbrechen einer Familie, die eine heruntergekommene auf Alligatoren-Wrestling spezialisierte Freizeitattraktion in den Everglades betreibt beziehungsweise betrieb. Der Roman war gemeinsam mit Denis Johnsons Train Dreams und David Foster Wallaces The Pale King  (postum) für den Pulitzer-Preis für Belletristik 2012 nominiert. Die Jury, bestehend aus Susan Larson, Maureen Corrigan und Michael Cunningham, konnte sich jedoch nicht entscheiden, so dass der Preis in diesem Jahr nicht vergeben wurde. Übersetzungen von Swamplandia! erschienen auf Deutsch (übersetzt von Simone Jakob), Französisch (übersetzt von Valérie Malfoy), Italienisch (übersetzt von Clara Nubile), Katalanisch (übersetzt von Marta Pera Cucurell) und Spanisch (übersetzt von Isabel Margelí Bailo).

## Werke
- St. Lucy’s Home for Girls Raised by Wolves. Vintage, New York 2007, ISBN 978-0-307-27667-4. (Kurzgeschichtensammlung)
  - deutschsprachige Ausgabe: Schlafanstalt für Traumgestörte. Übersetzt von Malte Krutzsch. Kein & Aber, Zürich 2008, ISBN 978-3-0369-5513-1.
- Swamplandia! Vintage, New York 2011, ISBN 978-0-307-27668-1. (Roman)
  - deutschsprachige Ausgabe: Swamplandia. Übersetzt von Simone Jakob. Kein & Aber, Zürich 2011, ISBN 978-3-0369-5514-8.
- Vampires in the Lemon Grove. Knopf, New York 2013, ISBN 978-0-307-95723-8. (Kurzgeschichtensammlung)
  - deutschsprachige Ausgabe: Vampire im Zitronenhain. Übersetzt von Malte Krutzsch. Kein & Aber, Zürich 2013, ISBN 978-3-0369-5674-9.
- Sleep Donation. Vintage, New York 2019, ISBN 978-1-529-11135-4. (Novelle)
  - War 2014 als E-Book bei Atavist Books erschienen, Brooklyn 2014, ISBN 978-1-937894-28-3.
  - Erste Taschenbuchausgabe 2016 in brasilianischem Portugiesisch unter dem Titel Doadores de sono im Verlag Galera, ISBN 978-85-01-10522-6.
- Orange World and Other Stories. Knopf, New York 2019, ISBN 978-0-525-65613-5. (Kurzgeschichtensammlung)
- The Antidote. Knopf, New York 2025, ISBN 978-0-593-80225-0. (Roman)

## Auszeichnungen
- 2005: Transatlantic Review/Henfield Foundation Award
- 2006: Nominierung für den James Tiptree, Jr. Award für die Kurzgeschichtensammlung St. Lucy’s Home for Girls Raised by Wolves[5]
- 2011: Bard Fiction Prize des Bard Colleges für die Kurzgeschichtensammlung St. Lucy’s Home for Girls Raised by Wolves
- 2011: Aufnahme von Swamplandia! in die Liste der fünf besten Romane 2011 der New York Times[6]
- 2012: New York Public Library’s Young Lions Fiction Award für Swamplandia![7]
- 2012: National Magazine Award in der Kategorie Fiction für The Hox River Window
- 2012: Shirley Jackson Award in der Kategorie Novelette für Reeling for the Empire[8]
- 2013: MacArthur Fellowship